# それいけ!アンパンマン うたってみよう 歌とカラオケ
『それいけ!アンパンマン うたってみよう 歌とカラオケ』（それいけ!アンパンマン うたってみよう うたとカラオケ）は、2000年8月23日にバップから発売されたコンピレーション・アルバム。

## 概要
- 「それいけ!アンパンマン」の主題歌や挿入歌を、歌とカラオケ交互に収録。

## 収録曲
- 1.アンパンマンのマーチ / ドリーミング
- 2.アンパンマンのマーチ（メロディー入りカラオケ）
- 3.ぼくらはヒーロー / 戸田恵子、島本須美、柳沢三千代
- 4.ぼくらはヒーロー（メロディー入りカラオケ）
- 5.アンパンマンたいそう / ドリーミング
- 6.アンパンマンたいそう（メロディー入りカラオケ）
- 7.いくぞ!ばいきんまん / 中尾隆聖
- 8.いくぞ!ばいきんまん（メロディー入りカラオケ）
- 9.サンサンたいそう / ドリーミング
- 10.サンサンたいそう（メロディー入りカラオケ）
- 11.アンパンマン音頭'99 / ドリーミング、戸田恵子、山寺宏一、藤井恒久
- 12.アンパンマン音頭'99（メロディー入りカラオケ）
- 13.すすめ!アンパンマン号 / アンパンマンとなかまたち[1]
- 14.すすめ!アンパンマン号（メロディー入りカラオケ）
- 15.勇気りんりん / ドリーミング
- 16.勇気りんりん（メロディー入りカラオケ）